# 红花蕊木
红花蕊木（学名：Kopsia fruticosa）为夹竹桃科蕊木属的植物。分布于马来西亚、印度尼西亚、菲律宾、印度以及中国大陆的广东等地，目前尚未由人工引种栽培。